# Adele d'Olanda
Ada, o Adele o d'Olanda; in inglese Ada of Holland in olandese Ada van Holland; in tedesco Adelheid (Holland) (1163 circa – dopo il 1205), fu margravia consorte del Brandeburgo, dal 1174 circa al 1184..

## Origine
Secondo il capitolo n° 57a della Chronologia Johannes de Beke, Ada o Adele era la figlia primogenita dell'undicesimo (secondo gli Annales Egmundani, fu il decimo) Conte d'Olanda, Fiorenzo III e di Ada di Scozia, che, sempre secondo il capitolo n° 57a della Chronologia Johannes de Beke, Ada era la figlia del conte di Huntingdon e di Northumbria ed erede al trono di Scozia, Enrico e di Ada de Warenne, che, secondo il cronista, priore dell'abbazia di Bec e sedicesimo abate di Mont-Saint-Michel, Robert di Torigny, era la moglie di Enrico e la madre del re di Scozia, Malcolm (la Chronica de Mailros riporta che Ada era la sorella del re di Scozia, Malcolm), figlia di Guglielmo II di Warenne e Elisabetta di Vermandois (definisce Ada sorella uterina di Waleran de Beaumont, I conte di Worcester).
Fiorenzo III d'Olanda, secondo il capitolo n° 52 della Chronologia Johannes de Beke era il figlio secondogenito del decimo (secondo gli Annales Egmundani, fu il nono) conte d'Olanda, Teodorico VI e della futura contessa di Bentheim, Sofia di Rheineck, che, secondo gli Annales Egmundani, era figlia del conte di Rheineck ed conte palatino del Reno (come conferma anche il capitolo n° 52 della Chronologia Johannes de Beke), Ottone I di Salm e dell'erede della Contea di Bentheim, Gertrude di Northeim, che, secondo l'Annalista Saxo, era figlia del margravio di Frisia, Enrico di Northeim e della moglie, Gertrude di Braunschweig.

## Biografia
Ancor giovane, nel 1175 circa, Ada, come confermano le Europäische Stammtafeln divenne la seconda moglie del margravio del Brandeburgo Ottone I, che, secondo la Cronica Principum Saxonie, era figlio del primo margravio del Brandeburgo Alberto I e della moglie Sofia di Winzenburg, figlia di Ermanno I di Winzenburg.
Nel 1184, il marito, Ottone I fondò il monastero di Arendsee, e, nel documento n° 1 del volume 17 del Codex diplomaticus brandenburgensis, inerente alla fondazione del momastero, Ottone oltre a citare i tre figli, Ottone, Enrico e Alberto, cita anche la moglie, Adele (meis heredibus Ottone, Heinrico, Adelberto filiis meis et uxore mea Adelheide).
Adele, in quello stesso anno (1184) rimase vedova, infatti secondo il Pulcawa´s Böhmischer Chronik del volume 1 del Codex diplomaticus brandenburgensis, ricorda che, nello stesso anno della fondazione del monastero, Ottone I morì e che fu sepolto nell'Abbazia di Lehnin.
a Ottone I succedette il figliastro di Adele, Ottone II.
Suo padre, Fiorenzo fu un fedele alleato dell'imperatore del Sacro Romano Impero, Federico Barbarossa, partecipò alla spedizione di Federico in Italia.
Fiorenzo III, secondo il capitolo n° 58b della Chronologia Johannes de Beke, prese parte alla terza crociata e fu uno dei comandanti dell'imperatore Federico, Federico Barbarossa.
Durante la crociata, Fiorenzo morì, per la peste, nel 1190, come conferma il capitolo n° 58b della Chronologia Johannes de Beke, che riporta che Fiorenzo (Florencius comes Hollandieis) morì, il 1 agosto (kalendis augusti), del 1190 ad Antiochia, non molto tempo dopo l'imperatore, Federico Barbarossa, continuando che Fiorenzo fu inumato nella stessa abbazia dell'imperatore, la Grotta di San Pietro ad Antiochia.
A Fiorenzo III, succedette suo fratello il primogenito, Teodorico VII, conte d'Olanda, come ci conferma il capitolo n° 59a della Chronologia Johannes de Beke.
Adele viene citata ancora nel documento n° 273, datato 1205, inerente ad una donazione all'abbazia di Rijnsburg, fatta da Adele stessa, con l'approvazione della madre, Ada di Scozia, dei fratelli, Guglielmo, conte della Frisia orientale e Fiorenzo e della nipote, la Contessa d'Olanda, Ada, da due anni, succeduta al padre Teodorico VII.
Suo figlio, Alberto, in quello stesso anno (1205) succedette al fratellastro Ottone II come Alberto II, Margravio di Brandeburgo, come ci conferma la Cronica Principum Saxonie.
Dopo il 1205 di Adele non si hanno più notizie e non viene più citata in alcun documento, per cui non si hanno notizie sulla data della sua morte.

## Figli
Adele a Ottone I diede un solo figlio:
- Alberto (1176 circa - 1220), margravio del Brandeburgo[19]

## Ascendenza
|                              |                        |                                           | Genitori                              |  |  | Nonni |  |  | Bisnonni                    |  |  | Trisnonni                   |  |
|                              |                        |                                           |                                       |  |  |       |  |  | Fiorenzo II, conte d'Olanda |  |  | Teodorico V, conte d'Olanda |  |
|                              |                        |                                           |                                       |  |  |       |  |  | Fiorenzo II, conte d'Olanda |  |  | Teodorico V, conte d'Olanda |  |
|                              |                        | Otelinda di Sassonia                      |                                       |  |  |       |  |  | Fiorenzo II, conte d'Olanda |  |  |                             |  |
| Teodorico VI, conte d'Olanda |                        |                                           |                                       |  |  |       |  |  | Fiorenzo II, conte d'Olanda |  |  |                             |  |
|                              |                        | Petronilla di Lorena                      | Teodorico II, duca di Lorena          |  |  |       |  |  |                             |  |  |                             |  |
|                              |                        | Petronilla di Lorena                      | Teodorico II, duca di Lorena          |  |  |       |  |  |                             |  |  |                             |  |
|                              |                        | Petronilla di Lorena                      | Edvige di Formbach                    |  |  |       |  |  |                             |  |  |                             |  |
| Fiorenzo III, conte d'Olanda |                        | Petronilla di Lorena                      |                                       |  |  |       |  |  |                             |  |  |                             |  |
|                              |                        | Ottone I di Salm, conte palatino del Reno | Ermanno di Lussemburgo, conte di Salm |  |  |       |  |  |                             |  |  |                             |  |
|                              |                        | Ottone I di Salm, conte palatino del Reno | Ermanno di Lussemburgo, conte di Salm |  |  |       |  |  |                             |  |  |                             |  |
|                              |                        | Ottone I di Salm, conte palatino del Reno | Sofia di Formbach                     |  |  |       |  |  |                             |  |  |                             |  |
| Sofia di Rheineck            |                        | Ottone I di Salm, conte palatino del Reno |                                       |  |  |       |  |  |                             |  |  |                             |  |
|                              |                        | Gertrude di Northeim                      | Enrico, margravio di Frisia           |  |  |       |  |  |                             |  |  |                             |  |
|                              |                        | Gertrude di Northeim                      | Enrico, margravio di Frisia           |  |  |       |  |  |                             |  |  |                             |  |
|                              |                        | Gertrude di Northeim                      | Gertrude di Brunswick                 |  |  |       |  |  |                             |  |  |                             |  |
| Adele d'Olanda               |                        | Gertrude di Northeim                      |                                       |  |  |       |  |  |                             |  |  |                             |  |
|                              | Davide I, re di Scozia | Malcolm III, re di Scozia                 |                                       |  |  |       |  |  |                             |  |  |                             |  |
|                              | Davide I, re di Scozia | Malcolm III, re di Scozia                 |                                       |  |  |       |  |  |                             |  |  |                             |  |
|                              | Davide I, re di Scozia | Margherita di Scozia                      |                                       |  |  |       |  |  |                             |  |  |                             |  |
| Enrico di Scozia             | Davide I, re di Scozia |                                           |                                       |  |  |       |  |  |                             |  |  |                             |  |
|                              |                        | Maud di Northumbria                       | Waltheof, conte di Northumbria        |  |  |       |  |  |                             |  |  |                             |  |
|                              |                        | Maud di Northumbria                       | Waltheof, conte di Northumbria        |  |  |       |  |  |                             |  |  |                             |  |
|                              |                        | Maud di Northumbria                       | Giuditta di Lens                      |  |  |       |  |  |                             |  |  |                             |  |
| Ada di Scozia                |                        | Maud di Northumbria                       |                                       |  |  |       |  |  |                             |  |  |                             |  |
|                              |                        | Guglielmo di Warenne, II conte di Surrey  | Guglielmo I di Warenne                |  |  |       |  |  |                             |  |  |                             |  |
|                              |                        | Guglielmo di Warenne, II conte di Surrey  | Guglielmo I di Warenne                |  |  |       |  |  |                             |  |  |                             |  |
|                              |                        | Guglielmo di Warenne, II conte di Surrey  | Gundred, contessa del Surrey          |  |  |       |  |  |                             |  |  |                             |  |
| Ada de Warenne               |                        | Guglielmo di Warenne, II conte di Surrey  |                                       |  |  |       |  |  |                             |  |  |                             |  |
|                              |                        | Elisabetta di Vermandois                  | Ugo I, conte di Vermandois            |  |  |       |  |  |                             |  |  |                             |  |
|                              |                        | Elisabetta di Vermandois                  | Ugo I, conte di Vermandois            |  |  |       |  |  |                             |  |  |                             |  |
|                              |                        | Elisabetta di Vermandois                  | Adelaide di Vermandois                |  |  |       |  |  |                             |  |  |                             |  |
|                              |                        | Elisabetta di Vermandois                  |                                       |  |  |       |  |  |                             |  |  |                             |  |